# Александру Тудоріє
Александру Тудоріє (рум. Alexandru Tudorie, нар. 19 березня 1996, Галац) — румунський футболіст, нападник клубу «Сепсі ОСК».
Виступав, зокрема, за клуби «Оцелул», «Стяуа», а також молодіжну збірну Румунії.
Дворазовий володар Кубка Румунії.

## Клубна кар'єра
Народився 19 березня 1996 року в місті Галац. Вихованець юнацьких команд футбольних клубів «Стеауа Галаї», «Вііторул» та «Оцелул».
У дорослому футболі дебютував 2013 року виступами за команду «Оцелул», в якій провів два сезони, взявши участь у 46 матчах чемпіонату.  Більшість часу, проведеного у складі «Оцелула», був основним гравцем атакувальної ланки команди.
Своєю грою за цю команду привернув увагу представників тренерського штабу клубу «Стяуа», до складу якого приєднався 2015 року. Відіграв за бухарестську команду наступний сезон своєї ігрової кар'єри.
Протягом 2016 року захищав кольори клубу «Волунтарі».
У 2016 році повернувся до клубу «Стяуа». Цього разу провів у складі його команди один сезон. 
Згодом з 2017 по 2022 рік грав у складі команд «Волунтарі», «Арсенал» (Тула), «Волунтарі», «КС Університатя» та «Арсенал» (Тула).
До складу клубу «Сепсі ОСК» приєднався 2022 року. Станом на 5 жовтня 2022 року відіграв за команду із Сфинту-Георге 27 матчів в національному чемпіонаті.

## Виступи за збірні
У 2012 році дебютував у складі юнацької збірної Румунії (U-17), загалом на юнацькому рівні взяв участь у 18 іграх.
Протягом 2014–2019 років залучався до складу молодіжної збірної Румунії. На молодіжному рівні зіграв у 10 офіційних матчах.

## Титули і досягнення
- Володар Кубка румунської ліги (1):

«Стяуа»: 2015-2016
- Володар Кубка Румунії (3):

«КС Університатя»: 2020-2021
«Сепсі ОСК»: 2021-2022, 2022-2023
- Володар Суперкубка Румунії (1):

«Сепсі»: 2022